# Tebulosmta

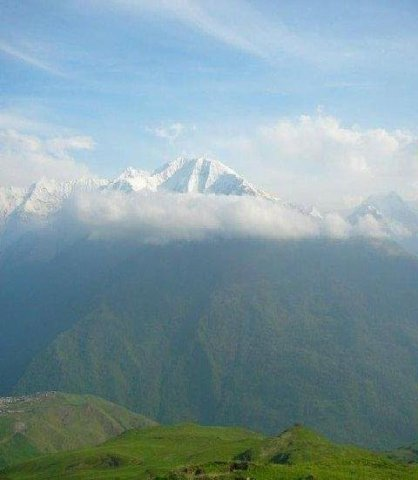
Vista del Tebulosmta.

Tebulosmta (en checheno: Тулой-лам, Tuloy-Lam o Tiebuolt-Lam, en georgiano: ტებულოს მთა, Tebulos mta, en ruso: Тебулосмта), es la montaña más alta del Cáucaso del Este y la máxima altitud de la República de Chechenia (Rusia), con una altura de 4.493 metros sobre el nivel del mar. La montaña está situada en la frontera entre Georgia y Chechenia, al este del monte Kazbek. Los glaciares de la montaña no son grandes (el área total combinada de todos los glaciares de la montaña es de 3 km²).